# Tosca

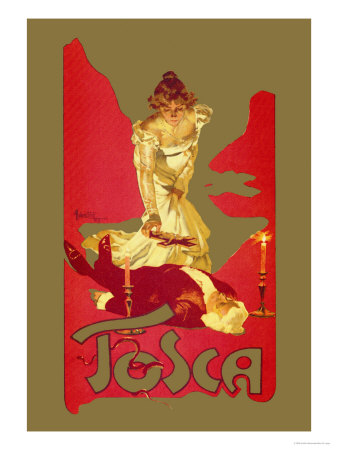
Opera-affiche voor Tosca

Tosca is een opera geschreven door Giacomo Puccini naar La Tosca van Victorien Sardou uit 1887. Het verhaal speelt zich af in 1800 in Rome. De opera werd daar op 14 januari 1900 voor de eerste keer opgevoerd in het Teatro Costanzi.
Tosca is ook de naam van het hoofdpersonage, de sopraan Floria Tosca.

## Rolverdeling
- Floria Tosca, een operazangeres - sopraan
- Mario Cavaradossi, een schilder - tenor
- Baron Scarpia, de politiechef van Rome - bariton
- Cesare Angelotti, ex-leider van de republikeinen - bas
- Koster (sacristarius) - bariton
- Spoletta, een politieagent - tenor
- Sciarrone, Baron Scarpia's bediende - bas
- Een herdersjongen - sopraan
- Een gevangene - bas
- Soldaten, politieagenten, dames, burgers, koorjongens - koor

## Synopsis
Het verhaal speelt zich af te Rome in juni 1800. De eerste akte speelt in een kerk, de Sant'Andrea della Valle. Floria Tosca, een zangeres, is verliefd op de schilder Mario Cavaradossi, maar deze wordt gevangengenomen omdat hij Cesare Angelotti, een gevluchte gevangene, onderdak zou hebben gegeven. Baron Scarpia, politiechef van Rome, op zijn beurt, is verliefd op Tosca en hij chanteert haar: hij zal Cavaradossi bevrijden als ze zich aanbiedt aan hem. Hij zal de executie van de schilder simuleren door losse flodders. Tosca doet alsof ze akkoord gaat, maar nadat de agenten Cavaradossi naar de plaats van zijn executie gebracht hebben, vermoordt Tosca Scarpia met een dolkstoot. Tosca woont de executie bij, onwetend dat Scarpia ook had gelogen en dat de soldaten met echte kogels zouden schieten. Nadat ze de dood van Cavaradossi heeft aanschouwd, pleegt Tosca zelfmoord door zich van de trans van de Engelenburcht te werpen.
Le Villi (1884) · Edgar (1889) · Manon Lescaut (1893) · La bohème (1896) · Tosca (1900) · Madama Butterfly (1904) · La Fanciulla del West (1910) · La rondine (1917) · Il trittico: Il tabarro (1918) · Il trittico: Suor Angelica (1918) · Il trittico: Gianni Schicchi (1918) · Turandot (1926)